# Georg Ramin
Georg Ramin (* 16. Oktober 1899 in Spandau; † 28. November 1957 in Berlin) war ein deutscher Politiker (SPD). Er war von 1954 bis 1957 Bezirksbürgermeister des Bezirks Spandau von Berlin.

## Leben
Georg Ramin wurde als Sohn eines Verwaltungsschreibers in Berlin-Spandau geboren. Er besuchte die Volksschule und absolvierte eine Lehre als Schlosser. Anschließend war in verschiedenen Metallfirmen in Berlin-Spandau tätig. 1923 legte er die Prüfung zum Schlossermeister ab.
Im Jahr 1928 wurde Ramin Mitglied der SPD, in der er in den folgenden Jahren Funktionen übernahm. Ebenfalls trat er in den Deutschen Metallarbeiter-Verband (DMV) ein. Später wurde er Mitglied des Bundes der Technischen Angestellten und Beamten. Auch bei der gewerkschaftlichen Arbeit übernahm Ramin ehrenamtliche Funktionen. Von 1931 bis Anfang 1933 war Ramin Studierender der Wirtschaftsschule des Sozialpolitischen Seminars Deutschen Hochschule für Politik (DHP). Er vertiefte auf diese Weise sein Wissen im Bereich der Sozial- und Wirtschaftspolitik, im Arbeits-, Wirtschafts- und Verfassungsrecht. Seit 1929 war Ramin verheiratet. Er hatte einen Sohn.
Nach der Machtübernahme der Nationalsozialisten musste Ramin seinen Posten als Werkmeister und als gewerkschaftliches Mitglied des Aufsichtsrates bei Siemens räumen, wo er zuvor jahrelang tätig gewesen war. Ab Juli 1933 betrieb er gemeinsam mit seiner Ehefrau ein Lebensmittelgeschäft. Ab 1937 war er als Maschinenbauingenieur und Sachbearbeiter für Transportanlagen in den Spandauer Siemens-Werken tätig. Ramin engagierte sich in einer illegalen Gruppe im Widerstand gegen das NS-Regime.
Nach dem Ende des Zweiten Weltkrieges engagierte sich Ramin beim politischen und gewerkschaftlichen Neuaufbau in Berlin-Spandau. Im Juni 1945 trat er wieder in die neugegründete SPD ein, in der er erneut Funktionen übernahm. Ab Juni 1946 war Ramin Vorsitzender des Betriebsrates aller Siemens-Beschäftigten in Berlin-Spandau. Als Arbeitnehmervertreter gehörte er zugleich dem Aufsichtsrat des Unternehmens an.
Im Jahr 1948 wurde Georg Ramin in die Bezirksverordnetenversammlung von Spandau gewählt. Ein Jahr später wurde er Bezirksstadtrat für Sozialwesen und Arbeit, von 1949 bis 1951 fiel auch die Abteilung Arbeit in seinen Verantwortungsbereich. Am 13. Januar 1954 wählten ihn die Bezirksverordneten zum Bezirksbürgermeister des Bezirks Spandau. Dieses Amt hatte er bis zu seinem Tode inne.

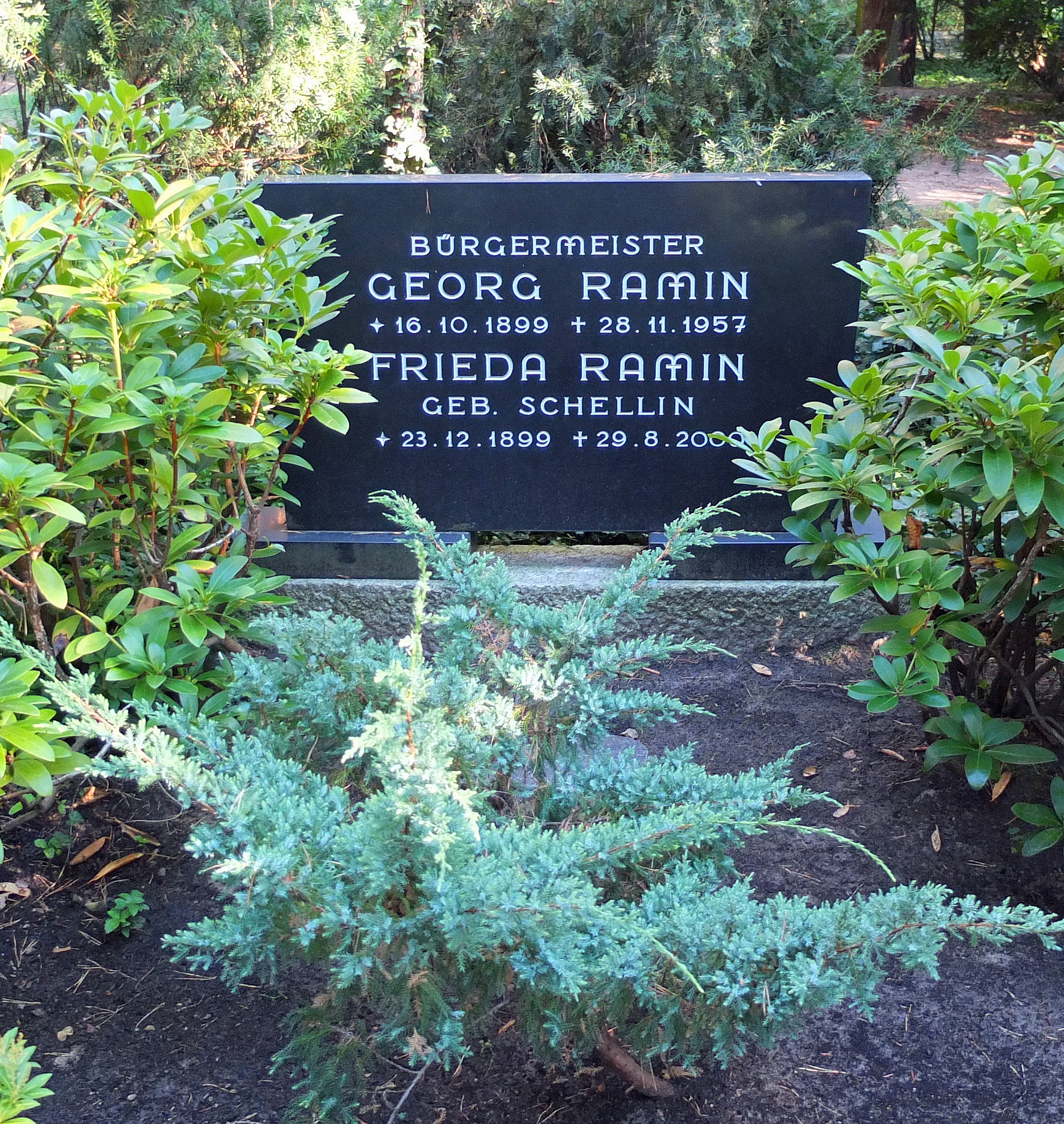
Grab Georg Ramins

## Ehrungen
Ein in seiner Amtszeit in Spandau angelegtes Wohngebiet gemeinnütziger Wohnungsunternehmen trägt den Namen Georg-Ramin-Siedlung.
Ramin wurde im Bürgermeisterhain auf dem Friedhof In den Kisseln begraben. Sein Grab wurde 1958 als Ehrengrab der Stadt Berlin gewidmet.